# Protodontella minicornis
Protodontella minicornis (лат.) — ископаемый вид скрыточелюстных членистоногих подкласса ногохвостки из семейства Odontellidae.

## Описание
Обнаружен в бирманском янтаре (типовая серия: Kachin State, Hukawng Valley, на Ledo Road в 105 км от Miyitkama, Мьянма, Юго-Восточная Азия). Меловой период, сеноманский ярус (около 100 млн лет). Длина тела широкоэллиптической формы 0,67 мм. Число омматидиев в глазах: 5+5.  Вид Protodontella minicornis был впервые описан в 2006 году американскими энтомологами Кеннетом Христиансеном (Kenneth Christiansen) и Полом Насцимбене (Paul Nascimbene) по типовой серии, хранящейся в Американском музее естественной истории (Нью-Йорк) вместе с Cretacentomobrya burma, Protoisotoma burma, Sminthurconus grimaldi, Proisotoma pettersonae, Grinnellia ventis и другими новыми ископаемыми видами. Видовое название P. minicornis происходит от сочетания латинских слов, означающих мелкие анальные рога, а родовое Protodontella происходит от слова prot (первый, предшествующий) и названия близкого современного рода Odontella. Первоначально был включён в состав семейства Neanuridae (Odontellinae). Сходен с современными родами коллембол Odontella и другими.